# Широкое (Старобешевский район)
Широкое (укр. Широке) — село на Украине, находится в Старобешевском районе Донецкой области. Под контролем самопровозглашённой Донецкой Народной Республики.

## География
В Донецкой области имеется одноимённый населённый пункт в составе города Харцызска — посёлок Широкое.

#### Соседние населённые пункты по странам света
С: Новозарьевка
СЗ: Василевка
СВ: Каменка, Воровское, Лужки
З: Новомихайловка, Солнцево
В: Глинка
ЮЗ: Краснополье
ЮВ: Октябрьское, Шевченко
Ю: Розовка, Вершиновка

## Население
Население по переписи 2001 года составляло 33 человека.

## Общие сведения
Код КОАТУУ — 1424583510. Почтовый индекс — 87263. Телефонный код — 6253.

## Адрес местного совета
87253, Донецкая область, Старобешевский р-н, с. Новозарьевка, ул. Школьная, д.1в